# 烏岑斯托夫附近維勒

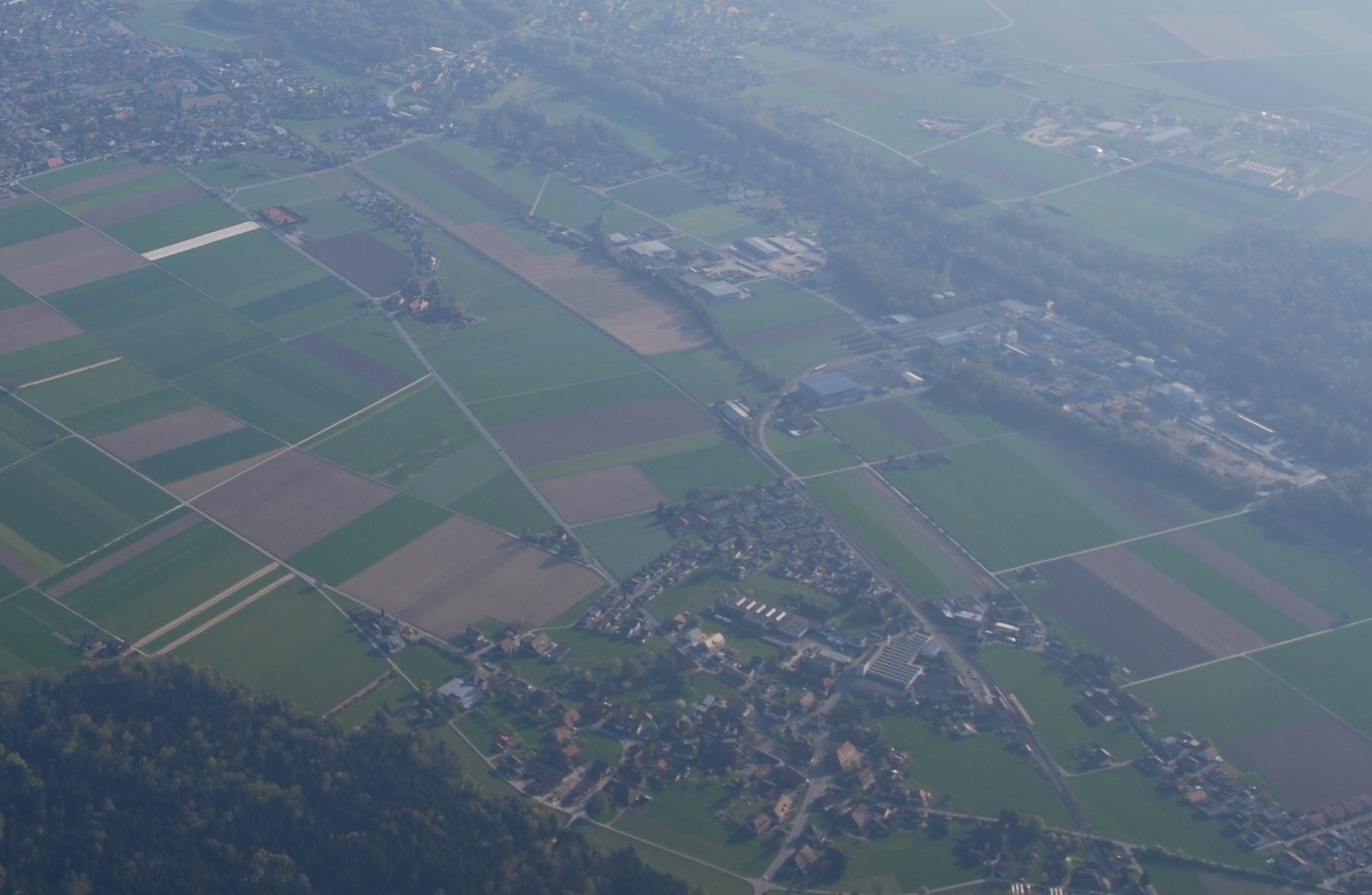

烏岑斯托夫附近維勒是瑞士的城鎮，位於該國中西部，由伯恩州負責管轄，面積3.82平方公里，海拔高度462米，2011年人口827，八成人口信奉基督教，人口密度每平方公里216人。